# Говорящий свёрток
«Говоря́щий свёрток» (англ. The Talking Parcel, 1974, также публиковался под названием «Сражение за замок василисков», The Battle for Castle Cockatrice) — роман-сказка английского писателя Джеральда Даррелла в жанре фэнтези. По книге в 1978 году британской студией «Cosgrove Hall Films» был снят мультфильм.
Сказочная повесть известного английского ученого-зоолога и писателя, в которой герои освобождают сказочную страну Мифландию от власти злых и грубых василисков. Книга была переведена на несколько языков, включая чешский, эстонский, итальянский, русский, испанский и украинский.

## Сюжет
Питер и Саймон, два мальчика из Англии, присоединяются к двоюродной сестре Пенелопе и её отцу Генри, которые проводят летние каникулы в греческой Аттике. Путешествуя в первый день на надувной лодке, дети отдыхают на песчаной отмели, где Пенелопа находит странный бумажный свёрток, из которого отчётливо слышны два разных голоса. Разворачивая его, дети находят внутри волшебных животных: говорящего на чистом английском языке и одетого в одежду попугая и крошечного золотистого паука, которые представляются как «Попугай» (англ. PARROT) и паучиха Дульчибелла (англ. Dulcibelle). Попугай объясняет, что они прибыли из скрытого подземного царства под названием «Мифландия» (англ. Mythologia), основанного много веков назад волшебником Ха-Ха («Его Святейшество» Хенгист Хайрам Джанкетбери, англ. Hengist Hiram Junketbury), которое стало служить убежищем для последних оставшихся мифических существ на Земле. Попугай рассказывает, что из-за ограничений Мифландии по площади, популяция обитателей должна строго регулироваться; но недавно, один звериный народ, василиски (англ. Cockatrice), поднял восстание при поддержке жаб, что высиживают их яйца, и теперь работает над резким увеличением своей численности с целью захватить всю Мифландию. Попугай, как один из главных помощников Его Святейшества, пытался урезонить василисков, но отряд жаб отловил его, завернул его и Дульчибеллу в бумажную посылку и пустил в свободное плавание по реке.
Услышав эту историю, дети заявляют, что помогут Попугаю найти Его Святейшество и остановить василисков. Они находят списанный волшебный локомотив по имени мадам Гортензия (англ. Madame Hortense), который отвозит их ко входу в туннель, ведущий в Мифландию. Во время своего путешествия к убежищу Ха-Ха, что в Хрустальных пещерах, они встречаются с некоторыми мифическими существами: так Пенелопа спасает Септимуса (англ. Septimus), наследного принца единорогов, от злобного василиска, охотящегося за ним, чем завоёвывает его доверие и потенциальную поддержку. Также в пути дети понимают, что василиски страдают аллергией на лаванду. Найдя Его Святейшество, они узнают, что василиски оказывается уже захватили две из трёх Священных Книг правления (англ. Three Books of Government), включая Книгу Заклинаний, чтобы попытаться ускорить появление своего потомства из яиц.
Затем Ха-Ха просит Пенелопу успокоить Табиту (англ. Tabitha), дракониху, которая расстроена из-за того, что позволила василискам украсть драконьи яйца, хранившиеся в Хрустальных пещерах. Во время разговора с ней Пенелопа ловит шпионящую за ними жабу. После допроса жаба, представившаяся Этельредом (англ. Ethelred), раскрывает существование незаметного водостока, ведущего в Замок василисков, а дети перевербовывают Этельреда на свою сторону, присвоив ему титул «главного контр-шпиона». С помощью Этельреда они проникают в подземелья Замка, где находят Книги правления, в которых указано, что василиски очень боятся горностаев, но только если эти горностаи заранее съедают немного руты. Этот нюанс особенно важен, ведь на самом деле горностаи — прирождённые трусы, а рута делает их гораздо более храбрыми и воинственными. Однако единственное известное на данный момент место в Мифландии, где растёт рута — это Мандрагоровый лес (англ. Mandrake Forest), что на Оборотневом острове, расположенном в Поющем море.
Покинув замок и поделившись открытием с Ха-Ха, Табитой и Дульчибеллой, дети, Попугай и Этельред отправляются собирать союзников: сначала в Герцогстве Горностаевском, что под властью их лордов герцога Рокфора (англ. Wensleydale) и герцогини Уинифред (англ. Winifred); затем среди грифонов, золотодобытчиков Мифландии. После этого они отправляются на своей надувной лодке через Поющее море. По пути встречают благородную русалку Дездемону (англ. Desdemona) и глупого, слабослышащего морского змея Освальда (англ. Oswald), который быстро доводит их лодку к Оборотневому острову. Прибыв туда, Попугай, Питер и Саймон отправляются на поиски руты, оставив Пенелопу и Этельреда рядом с лодкой в качестве стражей. Этельред отправляется в дозор, а Пенелопа, между тем, встречает одного из местных жителей острова, огнёвку Фенеллу (англ. Fenella), которая сообщает девочке, что другие огнёвки уже рассказали оборотням острова о незваных гостях. Пенелопа спешит к Попугаю и кузенам, но оборотни настигают её раньше и похищают, как похитили ранее Саймона с Питером, намереваясь превратить их в самих Оборотней. Этельред, которого предупредила Фенелла, приходит им на помощь, и после того, как к ним присоединяется Попугай, они освобождаются и спасаются с острова на лодке, отплыв со нужным запасом руты.
Вернувшись в Хрустальные пещеры, объединённый альянс готовится к осаде Замка василисков, к нему также присоединяются Освальд, русалки во главе с Дездемоной и даже родственники Этельреда и Фенеллы. В то время как Попугай, Питер, Саймон и большинство союзников атакуют замок напрямую, небольшая диверсионная группа во главе с Пенелопой и Этельредом проникает в подземелья через дренажную систему и охраняет Книги правления от их уничтожения василисками. В конечном итоге василиски терпят поражение, весь их род изгоняют на одинокий остров в Поющем море, где их популяция будет внимательно контролироваться. После трогательного прощания с новыми друзьями дети покидают Мифландию, обещая заглянуть в гости следующем году.

## Персонажи
- Пенелопа (англ. Penelope) — девочка с рыжими волосами, англичанка, выросшая в Греции.
- Генри (англ. Henry) — папа Пенелопы.
- Саймон (англ. Simon) — старший кузен Пенелопы, вместе с братом Питером приехавший в Грецию на каникулы.
- Питер (англ. Peter) — младший кузен Пенелопы и родной брат Саймона.
- Попугай (англ. Parrot, полное имя — Персиваль Оскар Перегрин Урбан Гарольд Арчибальд Йкебод[2]) — волшебная говорящая птица из страны Мифландии (англ. Mythologia), советник правителя страны и хранитель слов.
- Дульчибелла (англ. Dulcibelle)— певчая паучиха, домоправительница Попугая.
- Ха-Ха (англ. HH, полное имя — Хенгист Хайрам Джанкетбери (англ. Hengist Hiram Junketbury)) — волшебник, создатель и правитель страны Мифландии.
- Этельред (англ. Ethelred), он же мистер Жаб (англ. Mr. Toad) — говорящая жаба, первоначально посланная василисками шпионить за главными героями, но затем «перевербованная» Пенелопой и ставшая её верным вассалом и соратником ребят в спасении Мифландии.
- Эгберт (англ. Egbert) — жаба, кузен Этельреда. Перерезал канаты, удерживавшие подъёмные мосты замка.
- Освальд (англ. Oswald) — морской змей, мечтающий стать поваром и знающий множество рецептов. По ходу сюжета ничего не приготовил, но зато чуть не съел главных героев, когда принял их надувную лодку за лепёшку. Немного глуховат и пользуется слуховой трубкой.
- Фенелла (англ. Fenella) — постоянно икающая огнёвка.
- Мадам Гортензия (англ. Madame Hortense) — разумный поезд женского пола.
- Табита (англ. Tabitha) — доверчивая и чувствительная дракониха.
- Рокфор (англ. Wensleydale) — горностай, герцог, трусливый правитель герцогства Горностайского.
- Уинифред (англ. Winifred) — горностай, жена Рокфора.
- Уилберфорс (англ. Wilberforce) — горностай, младший садовник. Первым опробовал руту.
- Уилфред (англ. Wilfred) — горностай, часовой.
- Септимус (англ. Septimus) — наследный принц единорогов. Самовлюблён и тщеславен, как все единороги.
- Дездемона (англ. Desdemona) — главная русалка, живущая в Поющем море. Полное имя — мисс Дездемона Уильямсон Смит-Смит-Браун (англ. Miss Desdemona Williamson Smythe-Smythe-Browne). Считает себя особой высокого происхождения.